# Zoologiska museet i Lund

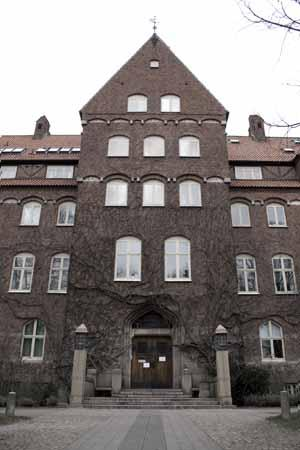
Zoologiska museet, Helgonavägen

Zoologiska museet vid Lunds universitet var ett zoologiskt museum i Lund, det äldsta och ett av de största i sitt slag i landet.
Grunden för museets samlingar var en donation år 1735. År 1917 färdigställdes en särskild byggnad för museet och den zoologiska institutionen. Sedermera slogs museet ihop med Botaniska museet för att bilda Biologiska museet. Utställningslokalerna stängdes 2011, varefter byggnaden renoverades för att ingå i institutionskomplexet LUX. Samlingarna magasinerades och har inte längre en egen utställningslokal.
Museets vetenskapliga samlingar innehåller ungefär 10 miljoner föremål, varav en stor del är insekter. Dessa används för forskning och för en internationell låneverksamhet.

## Historik
Samlingarna har sin början i det naturaliekabinett, "Museum Stobeanum", som Kilian Stobaeus, naturforskare, läkare och Linnés lärare, skänkte till Lunds universitet 1735. Av dessa samlingar, som omfattade djur av olika slag, snäckor, insekter, geologiska, etnografiska, arkeologiska och historiska föremål, finns idag bara ett 80-tal inglasade insekter kvar, vilka anses som världens näst äldsta insektssamling. Samlingarna förvarades i Lundagårdshuset. Vid slutet av 1700-talet sköttes samlingarna av Anders Jahan Retzius, centralfigur i naturvetenskapen i Lund vid denna tid, och utökades med flera donationer, både av Retzius själv och av andra samlare.
Kring år 1800 flyttades samlingarna till ett nybyggt annex till Lundagårdshuset, det så kallade Kuggis, senare rivet. Under början av 1800-talet moderniserades samlingarna av den kraftfulle Lundazoologen Sven Nilsson, vars mål var att ha ett exemplar av alla svenska ryggradsdjur samt representanter för viktigare utländska grupper. På 1840-talet flyttades samlingarna till nuvarande Gamla Biskopshuset vid Sandgatan, som då var nybyggt som ett naturvetenskapligt centrum. Samtidigt byggdes nuvarande  Historiska museet vid Krafts torg som biskopshus, men på biskopens önskemål bytte man efter bara några år, så att naturvetarna flyttade till Krafts torg, och här fanns sedan de zoologiska samlingarna in på 1900-talet. Vid flyttningen från Kuggis mottog museet sin största donation någonsin, en samling av över 900 utländska och 460 svenska fåglar och även andra djur, från friherre Axel Gustaf Gyllenkrok på Björnstorp. Även andra viktiga donationer mottogs, till exempel den stora Gyllenstiernska fisksamlingen.

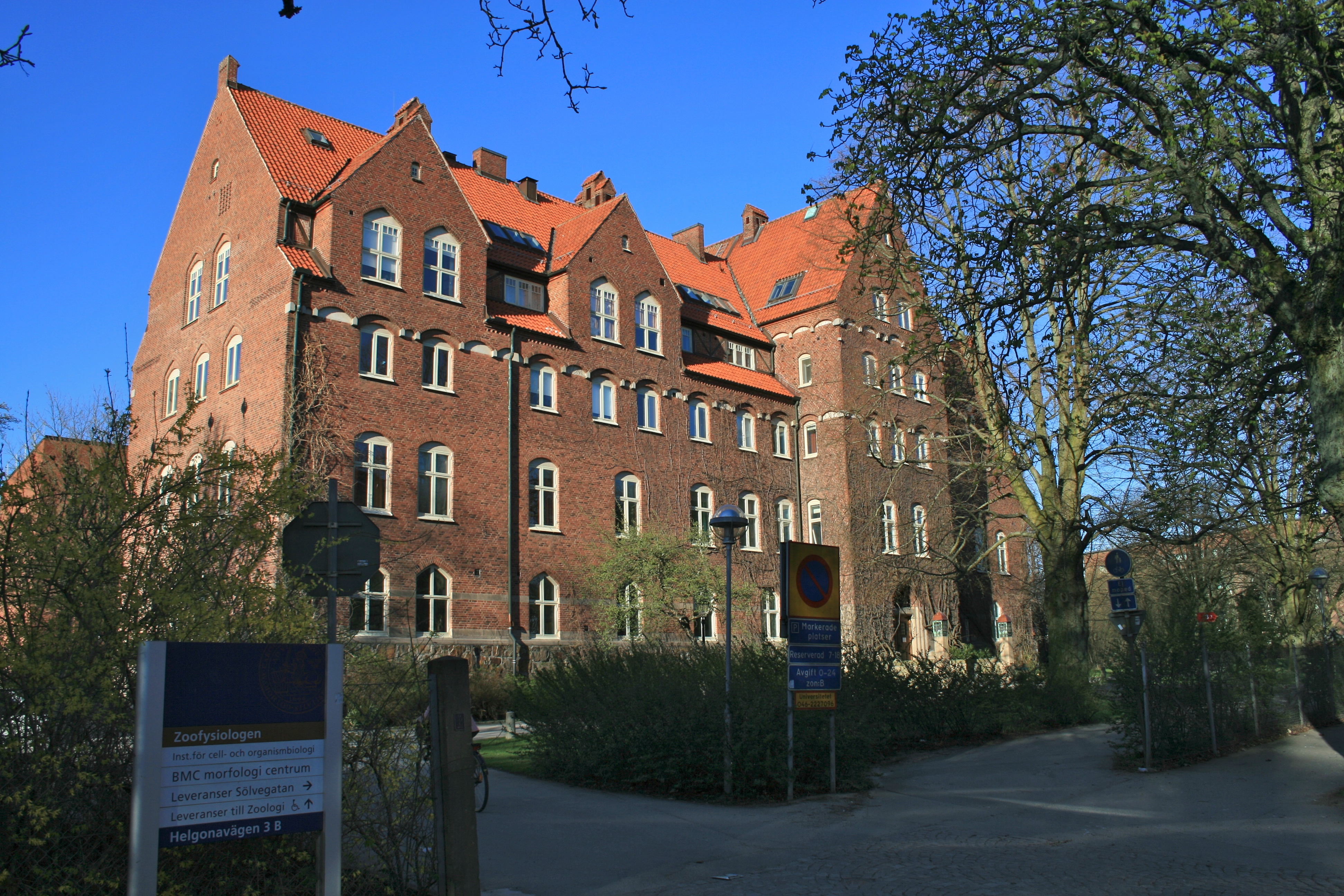
Zoologiska institutionens byggnad

Aktiviteten i Lundazoologin vid denna tid visas i att inte mindre än fem lundazoologer spelat en stor roll för uppbyggnaden av Naturhistoriska riksmuseet i Stockholm, nämligen Sven Nilsson, Bengt Fries, Sven Lovén (även känd som grundare av Kristinebergs marina forskningsstation),  C. J. Sundevall och Otto Torell, mest känd som banbrytande istidsgeolog. Statyer av de tre forskare som gett namn åt lundamuseets våningar, Stobaeus, Retzius och Nilsson, finns runt Lunds universitets huvudbyggnad, (på  Universitetsplatsen och i  Lundagård), vilket säger något om deras betydelse för universitetet.
Vid början av 1900-talet behövde institutionen större lokaler; den nuvarande zoologiska institutionen på Helgonabacken, ritad av domkyrkoarkitekten Theodor Wåhlin, uppfördes och inflyttning skedde 1916-1917. Under 1900-talet utökades fågelsamlingarna och evertebratsamlingarna.
Under 1800-talet fick entomologin en viktig roll i Lund med namn som C. F. Fallén, J. W. Zetterstedt, mest känd som specialist på tvåvingar (flugor och myggor), A. G. Dahlbom och, vid slutet av 1800-talet, C. G. Thomson, som behandlade skalbaggar och steklar. Typexemplar för många arter som beskrivits av dessa forskare finns i samlingarna.
Sedan år 2002 utgör Zoologiska och Botaniska museerna en enhet, Biologiska museerna, inom den Naturvetenskapliga fakulteten.

### Stängning
Trots protester beslutade universitetsledningen att museet skulle läggas ner. Från och med den 23 juni 2011 är utställningarna inte längre öppna för allmänheten. Större delen av de utställda föremålen packades ner och magasinerades och lokalerna användes därefter för andra ändamål.
De numerärt mer omfattande entomologiska samlingarna flyttades till Ekologihuset, medan annat magasinerats på Arkivcentrum Syd.
Vintern 2013 öppnades dörrarna till den Zoologiska salen på Lunds universitets historiska museum. Här visas delar av det forna Zoologiska museets samlingar i temabaserade utställningar, utarbetade som ett samarbete mellan Historiska museet och Zoologiska museet. Först ut var "Sven Nilsson och Skånes postglaciala fauna" där flera av Lundazoologens betydande bidrag till samlingen såsom uroxen från Önnarp, garfågel och fossila kärrsköldpaddor kan ses.
De gamla lokalerna integrerades i humaniorakomplexet LUX som invigdes den 28 augusti 2014.

## Utställningarna
Utställningarna i Zoologiska museet var organiserade i tre våningsplan: Sven Nilsson-hallen, Retziusgalleriet och Stobaeussalen. 
Sven Nilsson-hallen på våning 1 innehåller framför allt skelett. I taket hänger flera valskelett av olika arter, och under dessa finns skelett av större djur som valross, sälar, dugong och den utrotade Stellers sjöko. Här finns också skelett av giraff och visent. I montrar längs väggarna ser man skelett av bland annat olika hovdjur och rovdjur samt strutsfåglar. Hallen innehåller också ett stort material av skelett och kranier från  uroxar, insamlade från skånska mossar av Sven Nilsson. Uroxesamlingarna är näst störst i världen (efter en samling i Danmark) och har stort vetenskapligt värde.
Retziusgalleriet på våning 2 går som en bred läktare runt valskeletten. Längs väggarna finns montrar med huvudsakligen däggdjur. Närmast ingången finns en monter med större svenska däggdjur som björn, varg, vildsvin, hjortdjur. Andra montrar innehåller till exempel gnagare, svenska och utländska rovdjur, pungdjur, primater, hovdjur och fladdermöss. På denna våning finns också den Gyllenstiernska fisksamlingen och utställningar av insekter. Längs räcket finns montrar med stora mängder konkylier, det vill säga skal av svenska och exotiska snäckor och musslor. En stor samling sådana från Java donerades 1875 av Oscar II.
Stobaeussalen på våning 3 är den största delen av museet. Här finns framför allt mycket stora utställningar av fåglar; samtliga svenska fåglar och ett stort sortiment av exotiska fåglar som kolibrier, paradisfåglar, papegojfåglar, rovfåglar, kasuarer och så vidare. En del av dessa kommer från den Gyllenkrokska donationen, men större delen utgöres av modernare material från 1900-talet. Det äldsta föremålet är en rödhalsad gås, hittad vid Lund 1793 och skänkt av Retzius. Även ägg, ungar och bon finns att se. Här finns också kräldjur, groddjur, fiskar och ryggradslösa djur (utom insekter) som kräftdjur, spindeldjur, blötdjur, maskar, tagghudingar ochnässeldjur, i de flesta fall spritpreparat.
Museet äger en garfågel som dock av säkerhetsskäl inte är utställd. Arten utrotades 1844 och ett fåtal exemplar finns kvar på museer världen över. Andra utrotade arter som kan beskådas på museet är pungvarg, vandringsduva, moafågel (skelett) samt som nämnts Stellers sjöko. Museet har en samling av utsökta glasmodeller av ryggradslösa djur, tillverkade i Dresden, samt en fin samling mycket naturtrogna vaxmodeller av samtliga svenska groddjur, placerade som diorama i naturlig miljö.
Förutom det rent zoologiska värdet har alltså museet mycket stora kulturhistoriska och estetiska värden. Byggnaden är K-märkt och utställningarna har även värde som ett ovanligt exempel på 1900-talets museidesign.